# František Ludvík Bourbon-Conti
František Ludvík Bourbon-Conti (30. dubna 1664, Paříž – 22. února 1709, Paříž) se stal po smrti svého bratra Ludvíka Armanda knížetem z Conti. Do té doby užíval titul kníže z La Roche-sur-Yon. Narodil se jako syn knížete Armanda z Conti a jeho manželky Anny Marie Martinozzi, dcery Girolama Martinozzi a neteře kardinála Mazarina. V roce 1697 byl prohlášen polským králem. Byl nejznámějším členem rodiny Conti, vedlejší větve rodu Bourbon-Condé; byl znám jako le Grand Conti. Jako člen vládnoucího rodu Bourbonů byl princem královské krve.

## Život
František Ludvík se narodil v Hôtelu de Conti v Paříži jako nejmladší dítě svých rodičů. Jeho starší bratr Ludvík Armand se oženil s Marií Annou Bourbonskou, nemanželskou dcerou krále Ludvíka XIV. a jeho milenky Louise de La Vallière.
V roce 1683 pomáhal v Uhersku císařskému vojsku v boji proti Turkům a mezitím napsal několik dopisů, ve kterých na krále Ludvíka XIV. odkazoval jako na le roi du théâtre (krále divadla); kvůli tomu a kvůli brzkému boji na straně Turků byl po návratu do Francie v roce 1685 dočasně vykázán na zámek Chantilly.
Conti byl chráněncem svého strýce Louise, Grand Condé, s jehož vnučkou Marií Terezou se 22. ledna 1688 oženil. Spolu měli sedm dětí.
Nevěsta byla do svého manžela vášnivě zamilovaná, ale jeho pozornost se soustředila jinam. U dvora bylo dobře známo, že byl zamilovaný do manželčiny švagrové Luisy Františky Bourbonské, manželky Ludvíka III. Bourbon-Condé, která byla legitimizovanou dcerou krále Ludvíka XIV. a jeho milenky Madame de Montespan. Marie Anna, dcera Luisy Františky, byla možná plodem jejich lásky. Bylo však také známo, že měl Conti homosexuální sklony a své ženě se příliš nevěnoval. Žil jako libertin, užívající si mnoha milostných poměrů se členy obou pohlaví. Jeho skandální flirtování a zhýralosti způsobily napětí a vzdálenost s jeho rodinou a vysloužily mu přezdívku le Grand Conti.
Sloužil ve francouzské armádě, ale nikdy se mu nepodařilo dosáhnout vyšší hodnosti než generálporučíka. V roce 1689 doprovázel svého důvěrného přítele François-Henriho de Montmorency, vévodu lucemburského, do Nizozemska a podílel se na francouzských vítězstvích u Fleuru, Steinkirku a Neerwindenu. Po smrti svého bratrance Jana Ludvíka, vévody z Longueville, a podle jeho vůle si Conti proti vévodově sestře Marii nárokoval knížectví Neuchâtel.
Nepodařilo se mu získat vojenskou pomoc od Švýcarů a podle králova příkazu vydal sporné území Marii, i když soudy rozhodly v jeho prospěch. V roce 1697 mu král Ludvík XIV. nabídl polskou korunu a pomocí úplatků zajistil Abbé Polignac jeho zvolení. 27. června 1697 byl kardinálem Radziejowskim formálně prohlášen polským králem.
Conti vyjel do svého nového království poněkud neochotně, pravděpodobně, jak poznamenává vévoda ze Saint-Simon, kvůli své náklonnosti k Luise Františce Bourbonské. 6. září 1697 odplul pod kapitánem Jeanem Bartem na fregatě Railleuse.
Když dorazil do Gdaňsku, nalezl svého protivníka, saského kurfiřta Augusta II., který již vlastnil polskou korunu. Conti se vrátil do Francie, kde byl milostivě přijat králem Ludvíkem XIV., ačkoli Saint-Simon poznamenal, že byl král rozčilený, že ho znovu vidí. Ale neštěstí francouzských armád během dřívějších let války o španělské dědictví přinutilo krále, aby ustanovil Contiho, jehož vojenská proslulost byla vysoká, aby velel jednotkám v Itálii.
4. února 1699 Conti zakoupil za 140.000 livrů zámek d'Issy, malý barokní zámek na předměstí Paříže. Zámek zůstal ve vlastnictví knížete z Conti do Velké francouzské revoluce, kdy byl zkonfiskován jako národní majetek.
Conti onemocněl a 22. února 1709 ve věku 44 let v Hôtelu de Conti zemřel; jeho smrt vyvolala výjimečné známky smutku ve všech společenských třídách. Zemřel na kombinaci dny a syfilis. Pohřben byl vedle své matky v L'Isle-Adam u Paříže.
Jeho nástupcem se stal jeho nejstarší syn Ludvík Armand II.

## Potomci
Conti se v roce 1688 jako čtyřiadvacetiletý oženil s o dva roky mladší Marií Terezou Bourbonskou, dcerou Jindřicha Julese Bourbon-Condé a Anny Henrietty Bavorské. Za 21 let manželství se jim narodilo sedm dětí:
- Marie Anna Bourbonská (18. dubna 1689 – 21. března 1720), ⚭ 1713 Louis Henri de Bourbon-Condé (18. srpna 1692 – 27. ledna 1740)
- dítě (18. listopadu 1693 – 22. listopadu 1693)
- kníže z La Roche-sur-Yon (1. prosince 1694 – 25. dubna 1698)
- Ludvík Armand II. Bourbon-Conti (10. listopadu 1695 – 4. května 1727), ⚭ 1713 Luisa Alžběta Bourbonská (22. listopadu 1693 – 27. května 1775)
- Luisa Adelaida Bourbonská (2. listopadu 1696 – 20. listopadu 1750), svobodná a bezdětná
- Mademoiselle d'Alais (19. listopadu 1697 – 13. srpna 1699)
- Ludvík František Bourbonský, hrabě z Alais (27. července 1703 – 21. ledna 1704)

## Tituly a oslovení
- 30. dubna 1664 – 26. února 1666: Jeho Jasnost hrabě z La Marche
- 26. února 1666 – 9. listopadu 1685: Jeho Jasnost kníže z La Roche-sur-Yon
- 9. listopadu 1685 – 22. února 1709: Jeho Jasnost kníže z Conti

## Vývod z předků
|                                |                                  |  |                              |                                |  |  |  |  |  |  |  | Ludvík I. de Condé |
|                                |                                  |  |                              |                                |  |  |  |  |  |  |  |                    |
|                                | Jindřich I. Bourbon-Condé        |  |                              |                                |  |  |  |  |  |  |  |                    |
|                                |                                  |  |                              |                                |  |  |  |  |  |  |  |                    |
|                                |                                  |  |                              | Eléanor de Roye                |  |  |  |  |  |  |  |                    |
|                                |                                  |  |                              |                                |  |  |  |  |  |  |  |                    |
|                                | Jindřich II. Bourbon-Condé       |  |                              |                                |  |  |  |  |  |  |  |                    |
|                                |                                  |  |                              |                                |  |  |  |  |  |  |  |                    |
|                                |                                  |  |                              | Ludvík III. de La Trémoille    |  |  |  |  |  |  |  |                    |
|                                |                                  |  |                              |                                |  |  |  |  |  |  |  |                    |
|                                | Šarlota Kateřina de La Trémoille |  |                              |                                |  |  |  |  |  |  |  |                    |
|                                |                                  |  |                              |                                |  |  |  |  |  |  |  |                    |
|                                |                                  |  |                              | Jana z Montmorency             |  |  |  |  |  |  |  |                    |
|                                |                                  |  |                              |                                |  |  |  |  |  |  |  |                    |
|                                | Armand Bourbon-Conti             |  |                              |                                |  |  |  |  |  |  |  |                    |
|                                |                                  |  |                              |                                |  |  |  |  |  |  |  |                    |
|                                |                                  |  |                              | Anne de Montmorency            |  |  |  |  |  |  |  |                    |
|                                |                                  |  |                              |                                |  |  |  |  |  |  |  |                    |
|                                | Jindřich I. z Montmorency        |  |                              |                                |  |  |  |  |  |  |  |                    |
|                                |                                  |  |                              |                                |  |  |  |  |  |  |  |                    |
|                                |                                  |  |                              | Magdaléna Savojská             |  |  |  |  |  |  |  |                    |
|                                |                                  |  |                              |                                |  |  |  |  |  |  |  |                    |
|                                | Šarlota Markéta de Montmorency   |  |                              |                                |  |  |  |  |  |  |  |                    |
|                                |                                  |  |                              |                                |  |  |  |  |  |  |  |                    |
|                                |                                  |  |                              | Jakub de Budos                 |  |  |  |  |  |  |  |                    |
|                                |                                  |  |                              |                                |  |  |  |  |  |  |  |                    |
|                                | Luisa de Budos                   |  |                              |                                |  |  |  |  |  |  |  |                    |
|                                |                                  |  |                              |                                |  |  |  |  |  |  |  |                    |
|                                |                                  |  |                              | Kateřina de Clermont-Montoison |  |  |  |  |  |  |  |                    |
|                                |                                  |  |                              |                                |  |  |  |  |  |  |  |                    |
| František Ludvík Bourbon-Conti |                                  |  |                              |                                |  |  |  |  |  |  |  |                    |
|                                |                                  |  |                              |                                |  |  |  |  |  |  |  |                    |
|                                |                                  |  | Giovanni Battista Martinozzi |                                |  |  |  |  |  |  |  |                    |
|                                |                                  |  |                              |                                |  |  |  |  |  |  |  |                    |
|                                | Vincenzo Martinozzi              |  |                              |                                |  |  |  |  |  |  |  |                    |
|                                |                                  |  |                              |                                |  |  |  |  |  |  |  |                    |
|                                |                                  |  |                              | Bianca Lanci                   |  |  |  |  |  |  |  |                    |
|                                |                                  |  |                              |                                |  |  |  |  |  |  |  |                    |
|                                | Girolamo Martinozzi              |  |                              |                                |  |  |  |  |  |  |  |                    |
|                                |                                  |  |                              |                                |  |  |  |  |  |  |  |                    |
|                                |                                  |  |                              | Matteo Marcolini               |  |  |  |  |  |  |  |                    |
|                                |                                  |  |                              |                                |  |  |  |  |  |  |  |                    |
|                                | Markéta Marcolini                |  |                              |                                |  |  |  |  |  |  |  |                    |
|                                |                                  |  |                              |                                |  |  |  |  |  |  |  |                    |
|                                |                                  |  |                              | Tommasa Bertozzi               |  |  |  |  |  |  |  |                    |
|                                |                                  |  |                              |                                |  |  |  |  |  |  |  |                    |
|                                | Anna Marie Martinozzi            |  |                              |                                |  |  |  |  |  |  |  |                    |
|                                |                                  |  |                              |                                |  |  |  |  |  |  |  |                    |
|                                |                                  |  |                              | Giulio Mazzarini               |  |  |  |  |  |  |  |                    |
|                                |                                  |  |                              |                                |  |  |  |  |  |  |  |                    |
|                                | Petr Mazzarini                   |  |                              |                                |  |  |  |  |  |  |  |                    |
|                                |                                  |  |                              |                                |  |  |  |  |  |  |  |                    |
|                                |                                  |  |                              | Markéta de Franchis-Passavera  |  |  |  |  |  |  |  |                    |
|                                |                                  |  |                              |                                |  |  |  |  |  |  |  |                    |
|                                | Laura Markéta Mazzarini          |  |                              |                                |  |  |  |  |  |  |  |                    |
|                                |                                  |  |                              |                                |  |  |  |  |  |  |  |                    |
|                                |                                  |  |                              | Ottavio Buffalini              |  |  |  |  |  |  |  |                    |
|                                |                                  |  |                              |                                |  |  |  |  |  |  |  |                    |
|                                | Hortenzie Buffalini              |  |                              |                                |  |  |  |  |  |  |  |                    |
|                                |                                  |  |                              |                                |  |  |  |  |  |  |  |                    |
|                                |                                  |  |                              | Františka de Bellon            |  |  |  |  |  |  |  |                    |
|                                |                                  |  |                              |                                |  |  |  |  |  |  |  |                    |